# Johannes (Propst)
Johannes (* um 1280; † um 1350) war Grundbesitzer in Hohenaspe und  dritter Klosterpropst zu Uetersen.

## Leben
Johannes wird um 1280 in Hohenaspe geboren und wird erstmals 1315 als „Cappellanus noster“ in einer Urkunde des Grafen Johann von Holstein erwähnt. 1328 nennt er sich „Dei gratia praepositus“. Er besaß in Hohenaspe Grundbesitz von 1½ Hufen Acker. Diesen Grundbesitz verschenkte er am 20. April 1343 an seine Schwester mit der Auflage dass, nach ihrem Tode der Besitz an das Kloster Uetersen das zur damaligen Zeit ein Zisterzienserinnen Kloster war übergeht. Am 7. Januar 1344 kaufte Propst Johannes mit Einverständnis der Nonnen des Frauenklosters das Gut Hollenbek von Gottschalk von Velden nebst dessen Sohn Gottschalk und seinen Neffen Heinrich und Henneke. Nach 1345 wird er noch mehrmals in Urkunden erwähnt. Er verstirbt vermutlich 1350 im Kloster Uetersen.